# 江西广播电视台都市频道
江西电视台都市频道或江西二套、JXTV-2，是江西广播电视台旗下的一条电视频道。